# رامون سالا
رامون سالا (اسپانیایی: Ramón Sala‎؛ زادهٔ ۸ اوت ۱۹۷۱) بازیکن هاکی روی چمن اهل اسپانیا است که در مسابقات کشوری و بین‌المللی در مجموع برندهٔ ۲ مدال نقره شده‌است.